# Timonius merokensis
Timonius merokensis är en måreväxtart som beskrevs av Herbert Fuller Wernham. Timonius merokensis ingår i släktet Timonius och familjen måreväxter. Inga underarter finns listade i Catalogue of Life.